# Lionel Letizi
Lionel Letizi (Nizza, 28 maggio 1973) è un ex calciatore francese, di ruolo portiere.

## Biografia
Anche suo padre Alain ha giocato nel ruolo di portiere, indossando la divisa del Cannes.

## Carriera
Ha esordito con il Nizza nel 1992, totalizzando 110 presenze tra Ligue 1 e Ligue 2. In seguito ha militato nel Metz, nel Paris Saint-Germain e nei Rangers: il 2 novembre 2006, durante l'incontro di Coppa UEFA con il Maccabi Haifa ha subìto un serio infortunio che gli è costato il posto da titolare (preso da McGregor).
È infine ritornato a Nizza, dove ha terminato la propria carriera nel 2011.

## Nazionale
Con l'Under-21 francese ha partecipato all'Europeo di categoria 1996 (vincendo il bronzo) e alle Olimpiadi di Atlanta (raggiungendo i quarti di finale).
In Nazionale maggiore ha collezionato 4 presenze tra il 1997 e il 2001.

## Statistiche

### Cronologia presenze e reti in Nazionale
| Cronologia completa delle presenze e delle reti in nazionale ― Francia | Cronologia completa delle presenze e delle reti in nazionale ― Francia | Cronologia completa delle presenze e delle reti in nazionale ― Francia | Cronologia completa delle presenze e delle reti in nazionale ― Francia | Cronologia completa delle presenze e delle reti in nazionale ― Francia | Cronologia completa delle presenze e delle reti in nazionale ― Francia | Cronologia completa delle presenze e delle reti in nazionale ― Francia | Cronologia completa delle presenze e delle reti in nazionale ― Francia |
| Data                                                                   | Città                                                                  | In casa                                                                | Risultato                                                              | Ospiti                                                                 | Competizione                                                           | Reti                                                                   | Note                                                                   |
| ---------------------------------------------------------------------- | ---------------------------------------------------------------------- | ---------------------------------------------------------------------- | ---------------------------------------------------------------------- | ---------------------------------------------------------------------- | ---------------------------------------------------------------------- | ---------------------------------------------------------------------- | ---------------------------------------------------------------------- |
| 11-10-1997                                                             | Lens                                                                   | Francia                                                                | 2 – 1                                                                  | Sudafrica                                                              | Amichevole                                                             | -1                                                                     |                                                                        |
| 25-3-1998                                                              | Mosca                                                                  | Russia                                                                 | 1 – 0                                                                  | Francia                                                                | Amichevole                                                             | -1                                                                     |                                                                        |
| 4-10-2000                                                              | Saint-Denis                                                            | Francia                                                                | 1 – 1                                                                  | Camerun                                                                | Amichevole                                                             | -1                                                                     |                                                                        |
| 28-3-2001                                                              | Valencia                                                               | Spagna                                                                 | 2 – 1                                                                  | Francia                                                                | Amichevole                                                             | -2                                                                     |                                                                        |
| Totale                                                                 |                                                                        | Presenze                                                               | 4                                                                      |                                                                        | Reti                                                                   | −5                                                                     |                                                                        |

## Palmarès
- Campionato francese di seconda divisione: 1

Nizza: 1993-94
- Coupe de France: 2

Paris Saint-Germain: 2003-04, 2005-06